# Cagny (Somme)
Pour les articles homonymes, voir Cagny.
Cagny est une commune française située dans le département de la Somme en région Hauts-de-France.

## Géographie

### Localisation
Cagny est un village picard de l'Amiénois.
Limitrophe d'Amiens, la commune est située à 13 km au sud-ouest de Corbie, 50 km au nord-est de Beauvais, à vol d'oiseau.
Le territoire de la commune est limitrophe de ceux de quatre communes.
Les communes limitrophes sont Amiens, Boves, Longueau et Saint-Fuscien.

### Géologie et relief
En bordure du plateau picard, l'altitude moyenne de la commune est de 31 mètres environ.  Les vallons - vallée aux Loups et vallée de Boves - incisent le plateau en rejoignant l'Avre et délimitent au nord-ouest et au sud-est la commune.
Au sud-ouest du cimetière communal sur le Haut des Vignes, on aperçoit les vallées de la Somme et de l'Avre et le petit bois de la Garenne qui abrite l'un des hauts-lieux de la Préhistoire. Il y a près d'un demi-million d'années, l'Avre coule au niveau de la Garenne, l'environnement de la rivière offre aux petits groupes d'hommes paléolithiques saisonniers, un approvisionnement en matière première, le silex et un lieu de chasse. Dans les alluvions de l'Avre recouvertes par des dépôts de lœss et de limons, un outillage de pierre et les restes de la faune chassée puis consommée constituent de très anciennes et rares archives régionales.

#### Les terrasses quaternaires
Les successions de phases glaciaires et interglaciaires quaternaires ont modelé les versants et le fond de la vallée de l'Avre et la confluence.
Lors de la glaciation du Mindel, l'eau abondante alimente la rivière Avre creusée dans le substratum crayeux et dépose des alluvions contenant des rognons de silex. La craie gorgée d'eau est facilement éclatée par le gel (gélifraction) et les débris nappent les versants.
Lors de l'interglaciaire, la végétation se développe tandis que le débit de la rivière se réduit. Des hommes préhistoriques s'installent et taillent les silex (env. 450 000 ans).
La végétation disparaît à la glaciation suivante, Riss. La rivière creuse le lit en se déplaçant vers l'est. Un sédiment éolien facilement déplacé en contexte périglaciaire et steppique (lœss ancien) se dépose. L'ancien lit de la rivière forme une terrasse alluviale.
À l'interglaciaire suivant, la végétation se réinstalle. Un sol (plus tard paléosol) se met en place à la surface du lœss ancien.
Lors de la dernière glaciation, Weichselien, la rivière gonfle à nouveau et approfondit le lit en se déplaçant vers l'est. Un nouveau dépôt de lœss couvre le plateau et les versants de vallée.
Avec l'interglaciaire actuel, Holocène, la végétation forestière est à nouveau installée.

### Hydrographie

#### Réseau hydrographique
La commune est située dans le bassin Artois-Picardie. Elle est drainée par l'Avre.
L'Avre, d'une longueur de 66 km, prend sa source dans la commune de Amy, à 81 m d'altitude, et se jette  dans la Somme à Longueau, à 24 m d'altitude, après avoir traversé 31 communes. Les caractéristiques hydrologiques de l'Avre sont données par la station hydrologique située sur la commune. Le débit moyen journalier maximum est de 6,8 m3/s, atteint lors de la crue du 22 juin 2024. Le débit instantané maximal est quant à lui de 6,93 m3/s, atteint le même jour.

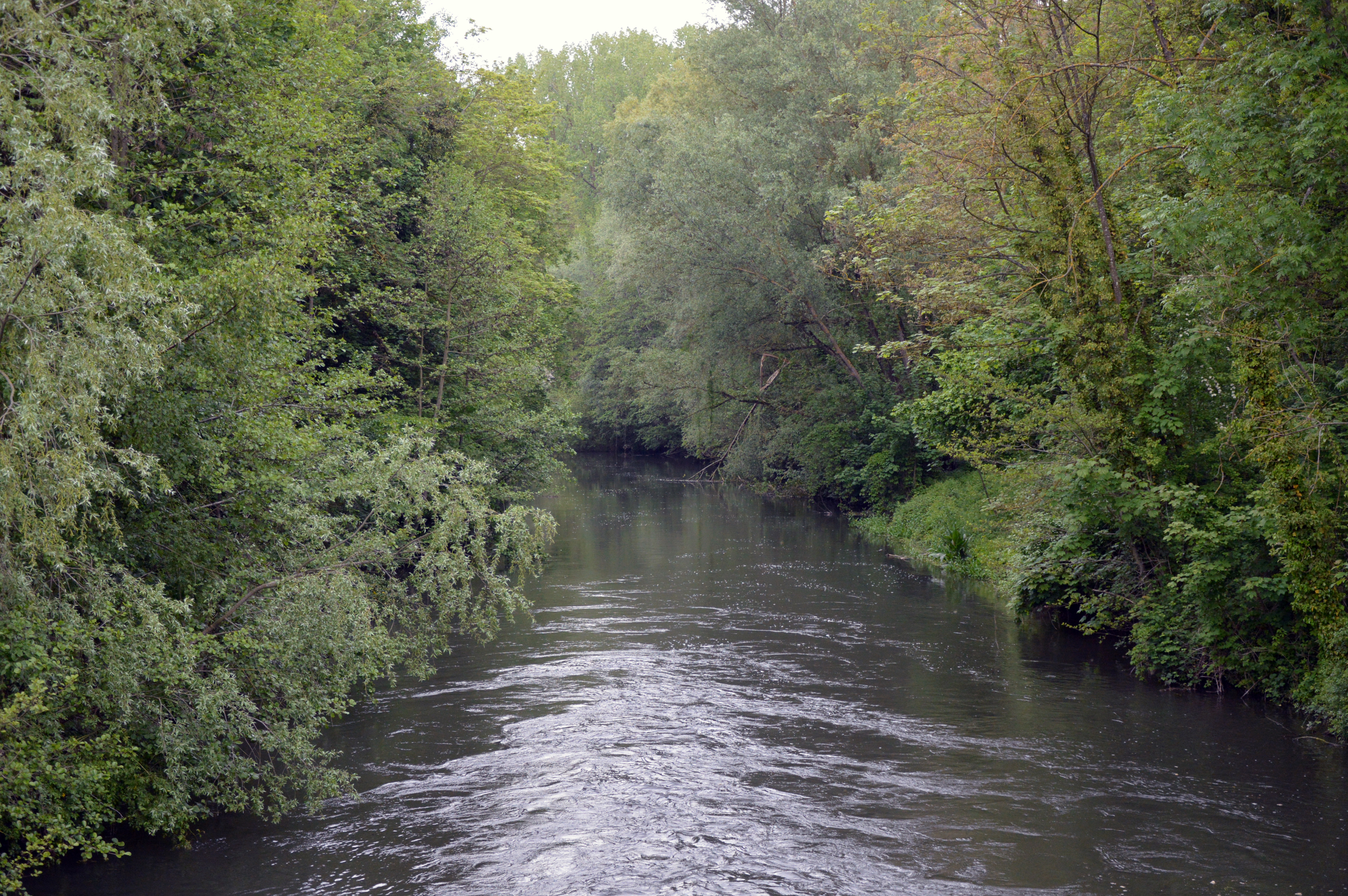
L'Avre en limite de Longueau et de Cagny.
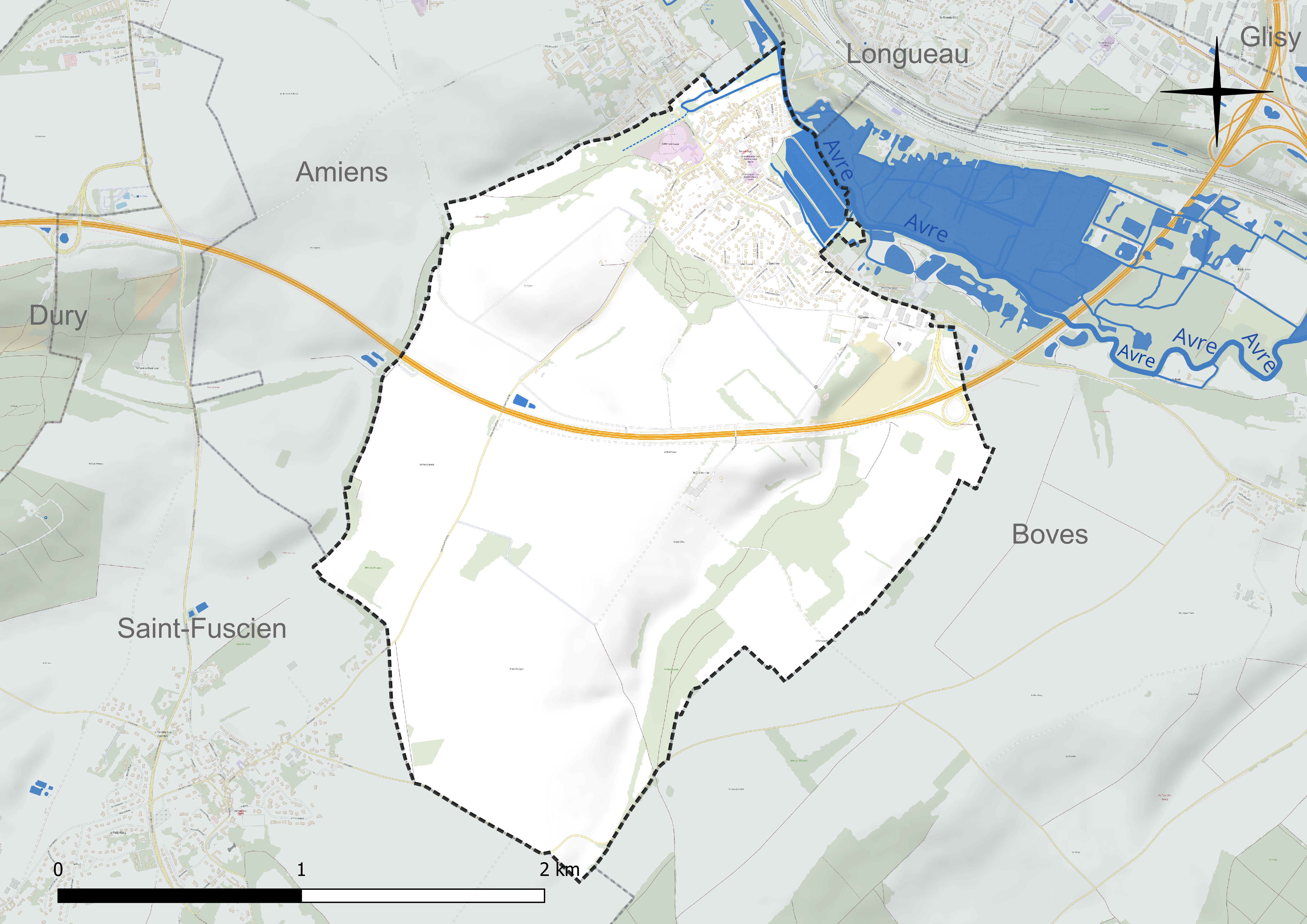
Réseau hydrographique de Cagny.

#### Gestion et qualité des eaux
Le territoire communal est couvert par le schéma d'aménagement et de gestion des eaux (SAGE) « Somme aval et Cours d'eau côtiers ». Ce document de planification concerne un territoire de 1 835 km2 de superficie, délimité par le bassin versant de la Somme canalisée. Le périmètre a été arrêté le 29 avril 2010 et le SAGE proprement dit a été approuvé le 6 août 2019. La structure porteuse de l'élaboration et de la mise en œuvre est le syndicat mixte d'aménagement hydraulique du bassin versant de la Somme (AMEVA).
La qualité des cours d'eau peut être consultée sur un site dédié géré par les agences de l'eau et l'Agence française pour la biodiversité.

### Climat
Pour des articles plus généraux, voir Climat des Hauts-de-France et Climat de la Somme.
En 2010, le climat de la commune est de type climat océanique dégradé des plaines du Centre et du Nord, selon une étude du CNRS s'appuyant sur une série de données couvrant la période 1971-2000. En 2020, Météo-France publie une typologie des climats de la France métropolitaine dans laquelle la commune est exposée à un climat océanique et est dans la région climatique Nord-est du bassin Parisien, caractérisée par un ensoleillement médiocre, une pluviométrie moyenne régulièrement répartie au cours de l'année et un hiver froid (3 °C).
Pour la période 1971-2000, la température annuelle moyenne est de 10,6 °C, avec une amplitude thermique annuelle de 14,2 °C. Le cumul annuel moyen de précipitations est de 666 mm, avec 10,8 jours de précipitations en janvier et 8,2 jours en juillet. Pour la période 1991-2020, la température moyenne annuelle observée sur la station météorologique la plus proche, située sur la commune de Glisy à 4 km à vol d'oiseau, est de 11,1 °C et le cumul annuel moyen de précipitations est de 646,6 mm,. Pour l'avenir, les paramètres climatiques de la commune estimés pour 2050 selon différents scénarios d'émission de gaz à effet de serre sont consultables sur un site dédié publié par Météo-France en novembre 2022.
| Mois                                  | jan.           | fév.             | mars          | avril         | mai             | juin           | jui.           | août           | sep.           | oct.            | nov.            | déc.             | année      |
| ------------------------------------- | -------------- | ---------------- | ------------- | ------------- | --------------- | -------------- | -------------- | -------------- | -------------- | --------------- | --------------- | ---------------- | ---------- |
| Température minimale moyenne (°C)     | 1,6            | 1,6              | 3,4           | 5,1           | 8,4             | 11,4           | 13,4           | 13,3           | 10,7           | 8               | 4,7             | 2,2              | 7          |
| Température moyenne (°C)              | 4,2            | 4,7              | 7,5           | 10,1          | 13,5            | 16,5           | 18,7           | 18,7           | 15,6           | 11,8            | 7,6             | 4,7              | 11,1       |
| Température maximale moyenne (°C)     | 6,7            | 7,8              | 11,5          | 15,2          | 18,5            | 21,6           | 23,9           | 24             | 20,5           | 15,6            | 10,5            | 7,1              | 15,2       |
| Record de froid (°C) date du record   | −14,6 10.01.09 | −12,7 07.02.1991 | −10 04.03.05  | −3,9 08.04.03 | −1,2 07.05.1997 | 0,1 05.06.1991 | 4,5 04.07.1990 | 5,2 08.08.1990 | 1,1 27.09.1990 | −5,4 30.10.1997 | −9,5 24.11.1998 | −13,5 29.12.1996 | −14,6 2009 |
| Record de chaleur (°C) date du record | 15,8 09.01.15  | 19,4 24.02.1990  | 24,1 31.03.21 | 26,7 19.04.18 | 31,5 27.05.05   | 36 27.06.11    | 41,7 25.07.19  | 38,1 10.08.03  | 34,2 15.09.20  | 28 10.10.23     | 20,7 07.11.15   | 17,1 07.12.00    | 41,7 2019  |
| Ensoleillement (h)                    | 637            | 865              | 1 469         | 2 063         | 2 027           | 2 203          | 224            | 1 881          | 168            | 1 169           | 711             | 665              | 17 609     |
| Précipitations (mm)                   | 48,8           | 45               | 45,3          | 39,4          | 55,9            | 54,6           | 58,9           | 59,9           | 48,4           | 57,7            | 60,4            | 72,3             | 646,6      |

## Urbanisme

### Typologie
Au 1er janvier 2024, Cagny est catégorisée ceinture urbaine, selon la nouvelle grille communale de densité à sept niveaux définie par l'Insee en 2022.
Elle appartient à l'unité urbaine d'Amiens, une agglomération intra-départementale regroupant onze  communes, dont elle est une commune de la banlieue,,. Par ailleurs la commune fait partie de l'aire d'attraction d'Amiens, dont elle est une commune de la couronne,. Cette aire, qui regroupe 369 communes, est catégorisée dans les aires de 200 000 à moins de 700 000 habitants,.

### Occupation des sols
L'occupation des sols de la commune, telle qu'elle ressort de la base de données européenne d'occupation biophysique des sols Corine Land Cover (CLC), est marquée par l'importance des territoires agricoles (80,1 % en 2018), en augmentation par rapport à 1990 (78,9 %). La répartition détaillée en 2018 est la suivante : 
terres arables (71,9 %), zones urbanisées (11,3 %), forêts (8,6 %), zones agricoles hétérogènes (8,2 %). L'évolution de l'occupation des sols de la commune et de ses infrastructures peut être observée sur les différentes représentations cartographiques du territoire : la carte de Cassini (XVIIIe siècle), la carte d'état-major (1820-1866) et les cartes ou photos aériennes de l'IGN pour la période actuelle (1950 à aujourd'hui).

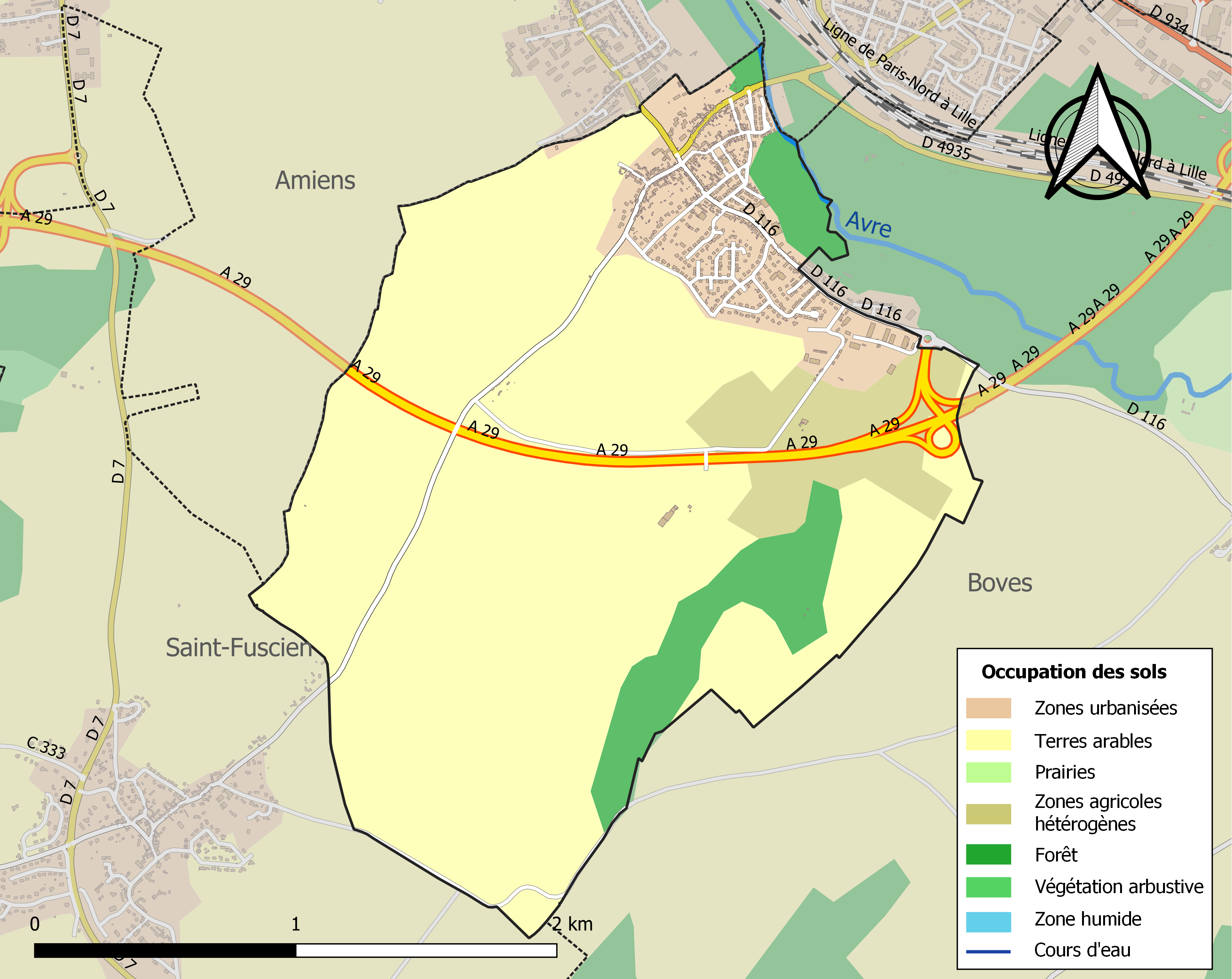
Carte des infrastructures et de l'occupation des sols de la commune en 2018 (CLC).

### Habitat et logement
En 2019, le nombre total de logements dans la commune était de 501, alors qu'il était de 493 en 2014 et de 479 en 2009.
Parmi ces logements, 94,2 % étaient des résidences principales, 1 % des résidences secondaires et 4,8 % des logements vacants. Ces logements étaient pour 96 % d'entre eux des maisons individuelles et pour 4 % des appartements.
Le tableau ci-dessous présente la typologie des logements à Cagny en 2019 en comparaison avec celle de la Somme et de la France entière. Une caractéristique marquante du parc de logements est ainsi une proportion de résidences secondaires et logements occasionnels (1 %) inférieure à celle du département (8,3 %) et à celle de la France entière (9,7 %). Concernant le statut d'occupation de ces logements, 86,6 % des habitants de la commune sont propriétaires de leur logement (88,3 % en 2014), contre 60,2 % pour la Somme et 57,5 pour la France entière.
| Typologie                                               | Cagny | Somme | France entière |
| ------------------------------------------------------- | ----- | ----- | -------------- |
| Résidences principales (en %)                           | 94,2  | 83,2  | 82,1           |
| Résidences secondaires et logements occasionnels (en %) | 1     | 8,3   | 9,7            |
| Logements vacants (en %)                                | 4,8   | 8,5   | 8,2            |

### Voies de communication et transports
La commune est desservie par la rocade d'Amiens (sortie 33), elle est traversé par le méridien de Paris.
Les lignes N4, 10 et 13 du réseau de transport en commun d'Amiens Ametis desservent la localité.
La gare la plus proche est celle de Longueau, à la sortie de Cagny.

## Toponymie

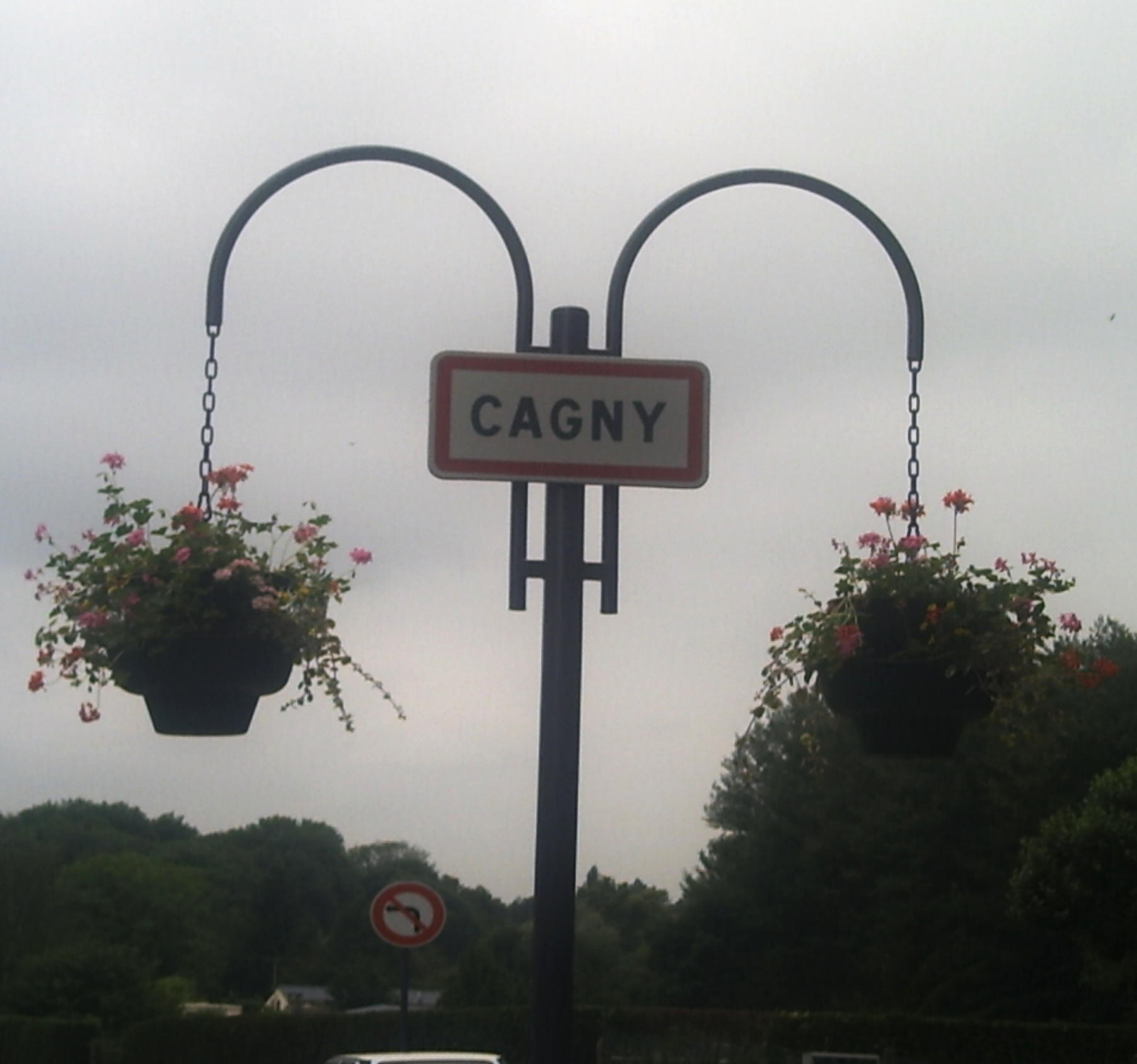

Les toponymes laissés dans les archives donnent : Caniet en 1105 ; Caigni en 1146 ; Canniacum en 1146 ; Cagni en 1147 ; Cagneium en 1159 ; Canni en 1176 ; Caisni en 1195 ; Kaigniacum en 1210 ; Kaigni entre 1210 et 1236.

## Histoire

### Préhistoire
Le département de la Somme possède un riche patrimoine préhistorique, en particulier paléolithique et les fouilles de Cagny en constituent des jalons essentiels. En effet, depuis une quarantaine d'années, les recherches menées dans le bassin de la Somme et plus particulièrement à Cagny, Caours et Étricourt-Manancourt sont une référence pour la préhistoire française et l'étude des premiers peuplements en Europe du Nord-Ouest. 

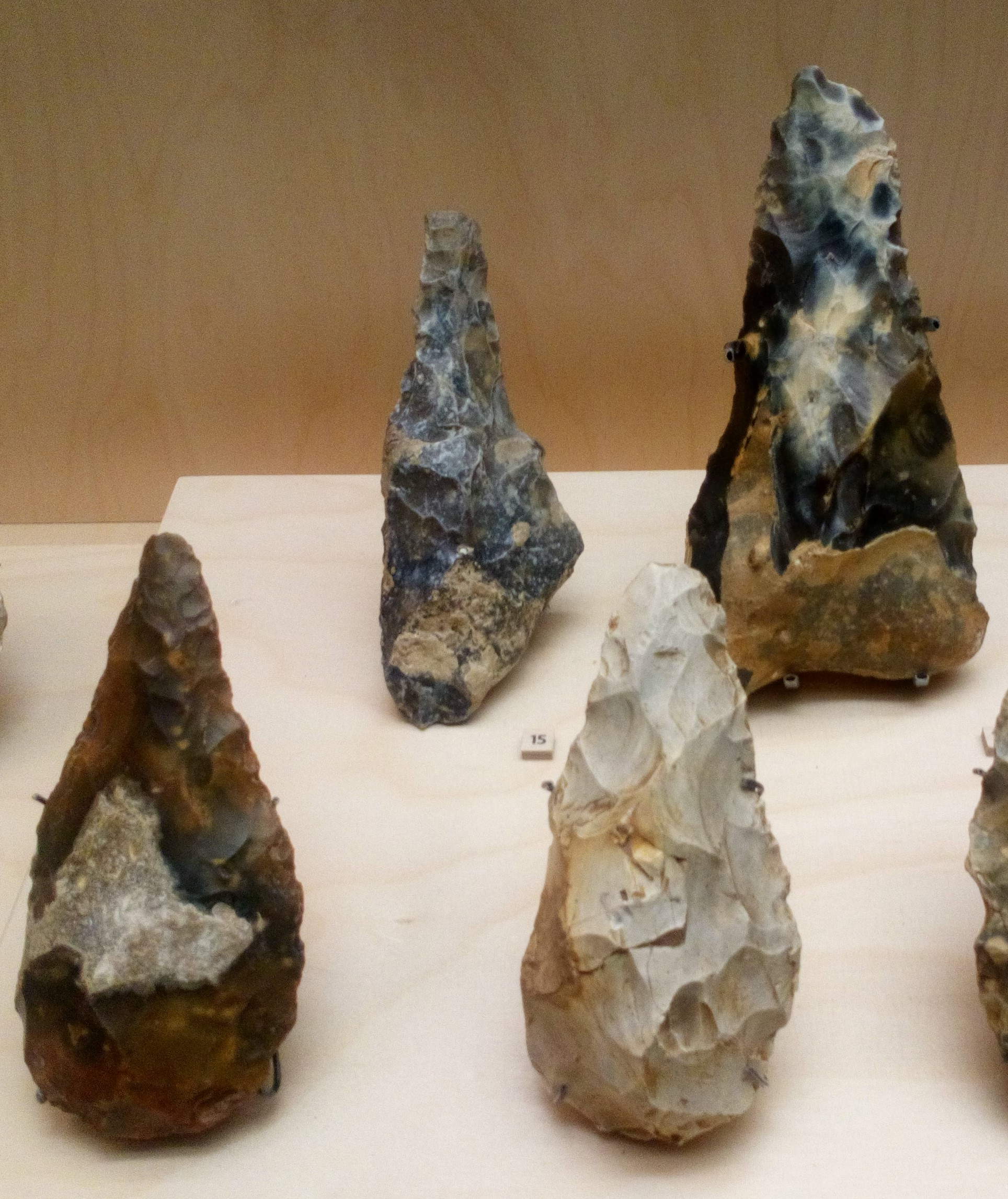
Bifaces mis au jour à Cagny (Musée de Picardie, Amiens).

Le bois de La Garenne renferme une coupe archéologique reconnue mondialement, le site de la Garenne 1. Le site de Cagny-La-Garenne 2, occupé à l'Acheuléen, se présente comme un talus riche en craie et en silex, recouvert par un complexe de niveaux fluviatiles (appartenant à la moyenne terrasse de la Somme), correspondant en réalité à une ancienne rive de l'Avre (aujourd'hui plusieurs centaines de mètres plus bas). L'occupation est corrélable au stade isotopique 11 (400 000 - 350 000 BP), il s'agit donc d'une période interglaciaire (température légèrement plus élevée qu'aujourd'hui), avec une faune correspondant à un milieu humide dans un environnement boisé et de clairières.
Le site de Cagny-l'Épinette, correspond aussi à une occupation humaine de bord de rivière (complexe de la moyenne terrasse de la Somme), avec un cortège mammalien riche (aurochs, cervidés, chevaux) et des activités de boucherie (traces de découpes sur les os par des outils de silex), en contexte interglaciaire (OIS 9 c'est-à-dire vers 320 000 ans), avec un environnement boisé mais laissant place à de grandes clairières. En revanche, les niveaux lœssiques de la couverture correspondent à des occupations humaines en contexte beaucoup plus froid (milieu périglaciaire). Le type humain de l'époque doit être (aucun reste retrouvé) Homo heidelbergensis ou pré-Néandertalien.
Dès le début du XXe siècle, la carrière, encore en pleine activité a fait l'objet de toute l'attention de la communauté scientifique. De très nombreux vestiges paléolithiques y ont été étudiés par plusieurs générations de préhistoriens et géologues qui s'y sont succédé comme Victor Commont, premier à signaler les industries préhistoriques de la briqueterie Sanier (puis briqueterie Mouly) et, l'abbé Breuil qui a suivi le site pendant plus de 25 ans. François Bordes et Franck Bourdier ont laissé des publications fondamentales sur le Quaternaire régional. Roger Agache puis Alain Tuffreau et son équipe ont travaillé sur le gisement.
Les silex taillés par des chasseurs il y a près de 450 000 ans, étudiés par les préhistoriens H. Breuil, H. Kelley, F. Bordes, F. Bourdier, etc. ont été dispersés dans plusieurs collections publiques ou privées (musée de Picardie, collection Ponchon de l'école normale d'Amiens, collection Kelley et Vayson de Pradenne au Musée de l'Homme, collection Bordes au laboratoire de géologie du Quaternaire et de préhistoire de Bordeaux, etc.).

### Antiquité
Le territoire de Cagny était occupé par la tribu gauloise des Ambiani. À l'époque gallo-romaine, les traces d'une villa à cour rectangulaire au Bois de Cagny sont attestées.
Lors des fouilles archéologiques entreprises pour des travaux de construction de la rocade d'Amiens (1996), les vestiges d'une villa gallo-romaine sont mis au jour près de la ferme de l'Épinette. Subsistent uniquement des vestiges de la partie agricole de la villa : cave avec escalier, four en forme de T, fosses d'extraction de matériaux de construction : limon pour le torchis, gravier et craie,.

### Moyen Âge
Entre les XIe et XIIe siècles, les seigneurs de la région luttent contre les bourgeois d'Amiens et les rois de France (Louis VI et Philippe Auguste). Le village de Cagny dépendait alors de la chatellerie de Boves (Comté d'Amiens) appartenant à Enguerrand de Boves puis de son fils Thomas de Marle. Les seigneurs de Boves avaient droit de garenne ouverte, de chasse et de pêche, sur le territoire de Cagny.
La justice seigneuriale de Cagny s'étendait sur une partie des terres de Saint-Acheul. En 1406, Cagny comprenait les fiefs du Quesnel, de Coisy, d'Hébaricourt et de Vrély (fief Hévis), de Villers-Bocage, des pairies à Boves (chapelains d'Amiens) et une prairie le Quint de Cagny.

### Époque moderne

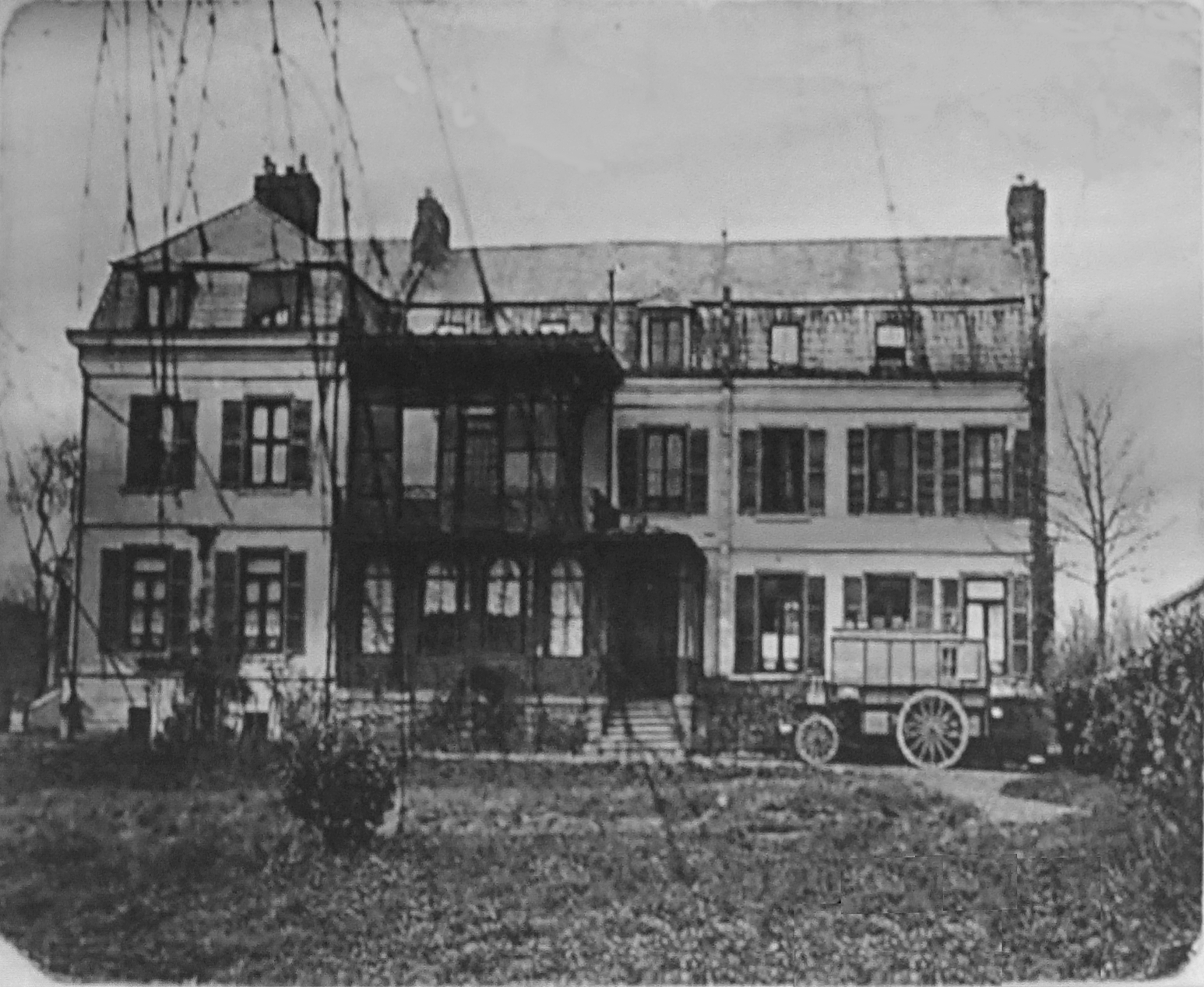
Château.

Les guerres de religion ravagèrent la région à plusieurs occasions. Les Espagnols pillèrent Cagny en 1643.
Le château fut construit en 1650, en briques et pierres sur l'emplacement du précédent. Il présentait une tour polygonale à une extrémité du corps de logis.

### Époque contemporaine
En 1811, la délimitation du territoire de Cagny n'était pas régularisée et dans l'attente du plan cadastral.
En 1835 fut acquis le terrain du cimetière, situé à la périphérie du village. Il fut agrandi vers 1865, avec l'aménagement des enclos des châtelains. Un cimetière privé, appartenant au couvent de la Sainte-famille, jouxtait le cimetière public,
En 1839, le conseil municipal décida d'instaurer des tarifs variables selon les ressources des familles. La gratuité fut accordée aux plus pauvres.
En 1852, le Baron de Latapie de Ligonie, alors maire, donna lecture au conseil municipal et à la population convoquée sur la place publique du décret de proclamation du Second Empire. A la fin de la Guerre franco-allemande de 1870, la commune fut occupée 17 jours par des cavaliers prussiens. La contribution de guerre imposée par la Prusse fut de 15 millions de francs pour le département de la Somme soit 25 francs par habitant des communes rurales et 40 francs pour ceux des villes. Une partie de la contribution de Cagny fut réglée par la vente d'arbres du marais communal.
En 1882, le communes de Longueau et de Cagny se mirent d'accord sur le financement du pont sur l'Avre qui relia les deux bourgs, avec une participation financière de Monsieur et Madame Latapie de Ligonie et de Messieurs Deneux.
En 1899, 509 des 529 ha de la commune avaient une fonction agricole, soit 320 ha de terres de labour, 12 de maraichage, 35 de plantations, 45 de bois et 25 étaient en friche. La rivière et les étangs, autrefois poissonneux, ne l'étaient plus, on essaya alors de développer un élevage de truites. On comptait à l'époque 40 ruches dans la commune.
Le château aurait servi d'hôpital militaire lors de la Première Guerre mondiale.
En 1923, Cagny est raccordée au réseau électrique par la société électrique du Nord-Ouest. En 1925-26, l'eau courante est installée, grâce au raccordement au réseau public d'Amiens.

#### Seconde Guerre mondiale
Lors de la Bataille de France, une partie du village souffrit de la bataille des 5 et 6 juin 1940, notamment la rue Mallet. Des membres de la communauté, soldats ou civils, furent tués sur les routes lors de l'exode
Lors des bombardements de la Seconde Guerre mondiale par l'aviation anglo-américaine, qui eurent notamment lieu les 13 mars 1943 et 15 mars 1944, Cagny a moins souffert que Longueau et Amiens. Cependant, aucune maison de la localité n'a été épargnée. Plusieurs raids ont fortement transformé le paysage urbain. En effet, en 1944, des convois d'armes et de munitions des troupes d'occupation allemandes stationnaient au triage de la proche gare de Longueau.
Les habitants privés de logement se réfugièrent dans les communes voisines. En 1945, des baraquements furent construits mais la reconstruction en dur se fit tardivement à l'instar d'autres communes.
La commune est décorée de la Croix de guerre 1939-1945, le 11 novembre 1948, avec étoile de vermeil.

## Politique et administration

### Rattachements administratifs et électoraux

#### Rattachements administratifs
La commune se trouve depuis dans l'arrondissement d'Amiens du département de la Somme.
Elle faisait partie de 1801 à 1973 du canton d'Amiens-2, année où elle intègre le canton d'Amiens-5-Sud-Est. Dans le cadre du redécoupage cantonal de 2014 en France, cette circonscription administrative territoriale a disparu, et le canton n'est plus qu'une circonscription électorale.

#### Rattachements électoraux
Pour les élections départementales, la commune fait partie depuis 2014 du canton d'Amiens-5
Pour l'élection des députés, elle fait partie de la deuxième circonscription de la Somme.

### Intercommunalité
Cagny est membre de la communauté d'agglomération dénommée Amiens Métropole, un établissement public de coopération intercommunale (EPCI) à fiscalité propre créé en 2000 et auquel la commune a transféré un certain nombre de ses compétences, dans les conditions déterminées par le code général des collectivités territoriales.

### Liste des maires
Quelques maires sont restés célèbres dans l'histoire du bourg. Le baron de Latapie de Ligonie a occupé la charge de maire quelque 40 ans au XIXe siècle. Pierre Bonnard a réalisé sept mandats de premier magistrat de la commune depuis mai 1953 jusqu'en juin 1995 (où il met fin à sa mission à l'âge de 80 ans).
| Période                                  | Période                       | Identité                    | Étiquette     | Qualité |
| ---------------------------------------- | ----------------------------- | --------------------------- | ------------- | --- |
| Les données manquantes sont à compléter. |                               |                             |               | |
| avant 1852                               |                               | André de Latapie de Ligonie |               | Baron, propriétaire Conseiller général de Boves (1865 → 1870) Chevalier de la Légion d'honneur                             |
| Les données manquantes sont à compléter. |                               |                             |               | |
| ca 1895                                  |                               | Abalbert Deneux             |               | |
| Les données manquantes sont à compléter. |                               |                             |               | |
|                                          | octobre 1939                  | ?                           | PCF           | Conseil municipal suspendu par le Gouvernement Édouard Daladier (5) à la suite de la signature du Pacte germano-soviétique |
| octobre 1939                             |                               | Fernand Mouche              |               | Président de la délégation spécialenommée par le gouvernement                                                              |
| 1944                                     | 1950                          | Ernest Bazin                |               | |
| Les données manquantes sont à compléter. |                               |                             |               | |
| mai 1953                                 | juin 1995                     | Pierre Bonnard              | divers gauche | Instituteur |
| mars 2001                                | 2014                          | Marcel Boinet               |               | |
| mars 2014                                | En cours (au 28 février 2021) | Alain Molliens              | UDI           | Cadre supérieur Réélu pour le mandat 2020-2026,                                                                            |

## Population et société

### Démographie
L'évolution du nombre d'habitants est connue à travers les recensements de la population effectués dans la commune depuis 1793. Pour les communes de moins de 10 000 habitants, une enquête de recensement portant sur toute la population est réalisée tous les cinq ans, les populations de référence des années intermédiaires étant quant à elles estimées par interpolation ou extrapolation. Pour la commune, le premier recensement exhaustif entrant dans le cadre du nouveau dispositif a été réalisé en 2008.

En 2022, la commune comptait 1 198 habitants, en évolution de −0,33 % par rapport à 2016 (Somme : −1,26 %, France hors Mayotte : +2,11 %).
| 1793 | 1800 | 1806 | 1821 | 1831 | 1836 | 1841 | 1846 | 1851 |
| ---- | ---- | ---- | ---- | ---- | ---- | ---- | ---- | ---- |
| 244  | 272  | 287  | 341  | 340  | 405  | 405  | 409  | 412  |

| 1856 | 1861 | 1866 | 1872 | 1876 | 1881 | 1886 | 1891 | 1896 |
| ---- | ---- | ---- | ---- | ---- | ---- | ---- | ---- | ---- |
| 421  | 448  | 432  | 435  | 442  | 435  | 477  | 499  | 539  |

| 1901 | 1906 | 1911 | 1921 | 1926 | 1931 | 1936 | 1946 | 1954 |
| ---- | ---- | ---- | ---- | ---- | ---- | ---- | ---- | ---- |
| 547  | 618  | 627  | 732  | 718  | 668  | 714  | 447  | 654  |

| 1962 | 1968 | 1975 | 1982  | 1990  | 1999  | 2006  | 2008  | 2013  |
| ---- | ---- | ---- | ----- | ----- | ----- | ----- | ----- | ----- |
| 712  | 730  | 801  | 1 026 | 1 407 | 1 400 | 1 305 | 1 277 | 1 224 |

| 2018  | 2022  | - | - | - | - | - | - | - |
| ----- | ----- | - | - | - | - | - | - | - |
| 1 205 | 1 198 | - | - | - | - | - | - | - |

### Enseignement
La commune dispose de l'école primaire Louis-Balédent-Marcel-Martin. Cantine et garderie complètent le dispositif éducatif.

### Santé
La Sainte-Famille était une maison de retraite religieuse accueillant uniquement les sœurs. De nos jours[Quand ?], la maison de retraite de la Sainte-Famille est gérée par une société privée et accueille 65 personnes[réf. nécessaire].

### Cultes
En 1999, sont créées de nouvelles paroisses catholiques du district apostolique d'Amiens. Les clochers de Blangy-Tronville, Boves, Cagny, Fouencamps, Glisy et Longueau sont regroupés pour former la paroisse Saint-Domice qui est une des sept paroisses (Saint-François d'Assise, Saint-Jean-Baptiste, Saint-Esprit, Notre-Dame de la Pentecôte, Saints-Apôtres et de la Paix) du district. La paroisse a marqué l'événement le dimanche 2 mai, fête de la Saint-Domice, par une manifestation d'inauguration avec une marche sur les pas du saint, de Saint-Acheul à la chapelle Saint-Domice puis à la chapelle Sainte-Ulphe.

## Culture locale et patrimoine

### Lieux et monuments
- L'Église Saint-Honoré de Cagny au nord de la place du village, présente un plan allongé à chevet polygonal avec deux accès. Une partie de l'église date de 1614 selon Dictionnaire historique et archéologique de Picardie (voir le corpus des chapelles castrales comme Saveuse et Bertangles). Le cadastre napoléonien laisse supposer que la reconstruction du début du XVIIe siècle n'a touché que le chœur. La nef est reconstruite en 1868 par l'architecte Louis Henry Antoine (1820-1900). 
Le bâtiment hétérogène est en calcaire, appareillé en pierre de taille et en brique et présente une inclinaison différente de la toiture. Le clocher qui s'élève depuis le bas de la nef, en retrait du pignon, est orné d'une rose et s'ouvre sur une porte néogothique datée de 1868. L'église abrite également une grotte artificielle. Les colonnes de fonte à chapiteau ouvragés ont été réalisées par le fondeur amiénois Morvillez[39],[40],[41].

- La carrière archéologique de la Garenne dépendant du Service départemental de l'architecture et du patrimoine (Cf. M. Foucambert)[42],[43].
L'ancienne réserve de chasse, le bois de la Garenne, est exploitée en 1916 par l'armée anglaise comme carrière de graviers pour la reconstruction d'Amiens. De très nombreux bifaces ont été ainsi dispersés dans les collections. Finalement le 15 décembre 1959, le gisement de Cagny est classé au titre des Monuments historiques. La protection est complétée en 1963 par l'acquisition du terrain par l'État de manière à constituer une réserve archéologique. Le site est par la suite aménagé par le ministère de la Culture (sous-direction de l'Archéologie de la DRAC de Picardie) pour rendre les visites possibles par le public. À l'instar des sites d'Abbeville, Saint-Acheul, Montières, la coupe de Cagny continue d'être visitée par les spécialistes et les étudiants.
- Oratoire dédié à saint Joseph, dans la cour d'entrée de la maison de retraite[44].
- Le monument aux morts est inauguré en 1922 (espace Jean-Cotrel). L'État a subventionné les dépenses d'érection de monuments commémoratifs aux morts pour la patrie. Y figurent les noms de[22] :
  - 1914 Billiet Emile, Jacob Hippolyte, Lagache Charles,
  - 1915 Bruyneel Marceau, Bruyneel Marcel, Corradini Pierre, Hume Georges, Mallet Ulysse, Robillard Joseph, Monchaux Henri,
  - 1916 Lesieur Henri,
  - 1917 Robillard Charles,
  - 1918 Bachimont Victor, Godbert Camille, Robillard Etienne, Robillard Henri.
- Le bois de Cagny a une fonction de promenade.
- La réserve naturelle de la vallée Saint-Ladre sur la commune voisine de Boves offre une possibilité de découverte des milieux naturels de zones humides typiques de l'Avre.

### Personnalités liées à la commune
Les seigneurs de Cagny sont : Guillaume Chevalier Guillin ou Willin en 1237, son fils Robert Ferry chevalier en 1311, Marie de Bullecourt, dame de Cagny, veuve de Gallehaut d'Occoches en 1379
En 1669, Cagny appartient au sieur de Candalle, succédant à la demoiselle de Thierry, dame de Cagny. Au milieu du XVIIIe siècle, le territoire appartient à la famille Thierry de la Genonville (cf. Moreuil) et la dernière héritière le transmet par mariage en 1790 à Nicolas de Herte seigneur d'Hailles,.
Le château a été vendu par Madame de Herte d'Hailles à Ambroise-Léopold Jourdain de l'Eloge. Il passa par succession à Monsieur de La Chaize, colonel de cavalerie.